# Mineplex
Mineplex var et amerikansk minigame (en), udgivet den 24. januar 2013 på en Minecraft-server af Mineplex LLC. Det er pr.  2022 en af de seks Minecraft-servere, der officielt har Mojang AB, Minecrafts udviklere, som partner.
Efter flere dages nedetid, blev serveren officielt lukket ned, 16. maj 2023

## Externe hevisninger
- officiel hjemmeside Arkiveret 10. maj 2023 hos  Wayback Machine (engelsk)

| Spil | Spire Denne artikel om spil eller lege er en spire som bør udbygges. Du er velkommen til at hjælpe Wikipedia ved at udvide den. |